# حديدات البوتاسيوم
حديدات البوتاسيوم هو مركب كيميائي صيغته K2FeO4، ويوجد على شكل صلب قرمزي غامق اللون.

## التحضير
يحضر المركب أولاً بأكسدة محلول هيدروكسيد الصوديوم بغاز الكلور للحصول على أيون الهيبوكلوريت ثم يضاف محلول نترات الحديد الثلاثي إلى الوسط، حيث يستحصل على مركب حديدات الصوديوم في البداية، وعند إضافة لاحقة لمحلول هيدروكسيد البوتاسيوم يستحصل على حديدات البوتاسيوم.
{\displaystyle {\ce {2 NaOH + Cl2 -> NaCl + NaOCl + H2O}}}
{\displaystyle {\ce {3 NaOCl + 2 Fe(NO3)3 * 9 H2O + 10 NaOH ->}}}
{\displaystyle {\ce {2 Na2FeO4 + 6 NaNO3 + 3 NaCl + 23 H2O}}}
{\displaystyle {\ce {Na2FeO4 + 2 KOH -> K2FeO4 + 2 NaOH}}}
يمكن استخدام بيركبريتات البوتاسيوم عوضاً عن الكلور من أجل الأكسدة.

## الخواص
يوجد المركب في الشروط القياسية على شكل صلب قرمزي غامق اللون إلى أسود، ويتميز بخواصه المؤكسدة القوية، إذ يكون للحديد فيه حالة أكسدة مقدارها +6.

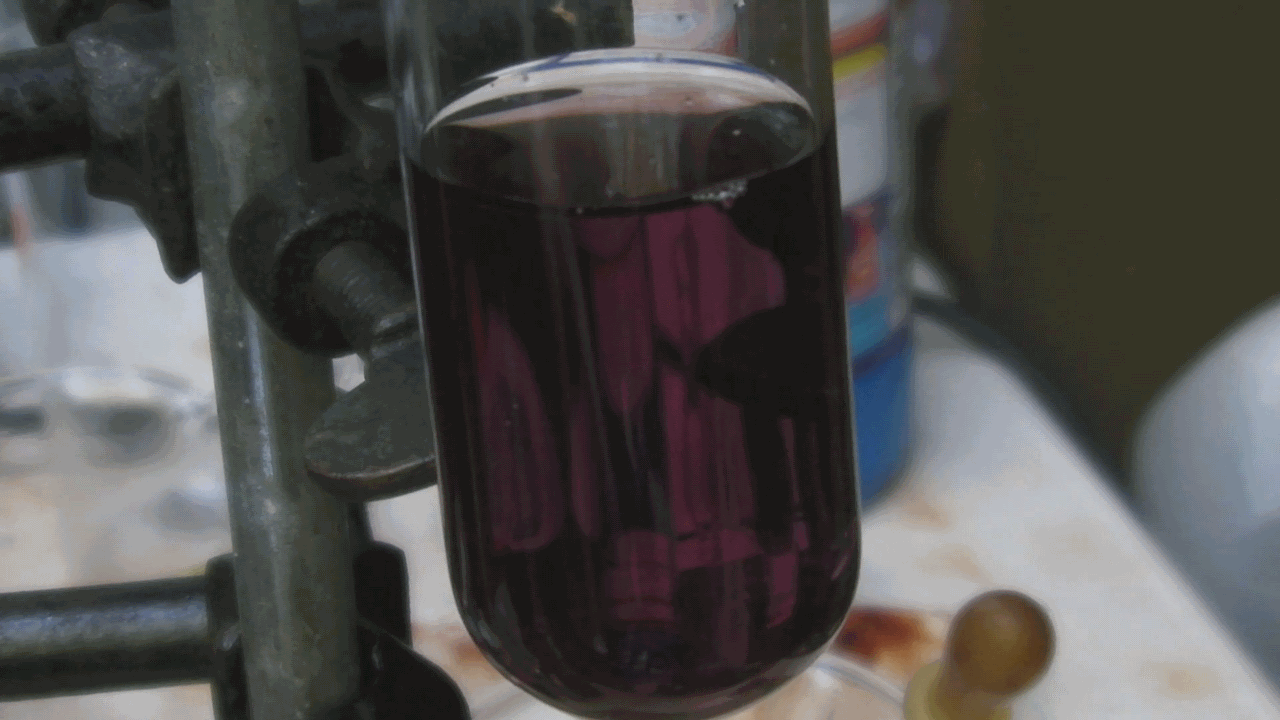
محلول مائي من حديدات البوتاسيوم.

يتفكك حديدات البوتاسيوم عند التماس مع الماء:
{\displaystyle {\ce {4 K2FeO4 + 4 H2O -> 3 O2 + 2 Fe2O3 + 8 KOH}}}

## الاستخدامات
يستخدم المركب في الاصطناع العضوي من أجل أكسدة الكحولات الأولية.